# Zopherus championi
Zopherus championi är en skalbaggsart som beskrevs av Triplehorn 1972. Zopherus championi ingår i släktet Zopherus och familjen barkbaggar. Inga underarter finns listade i Catalogue of Life.

## Bildgalleri

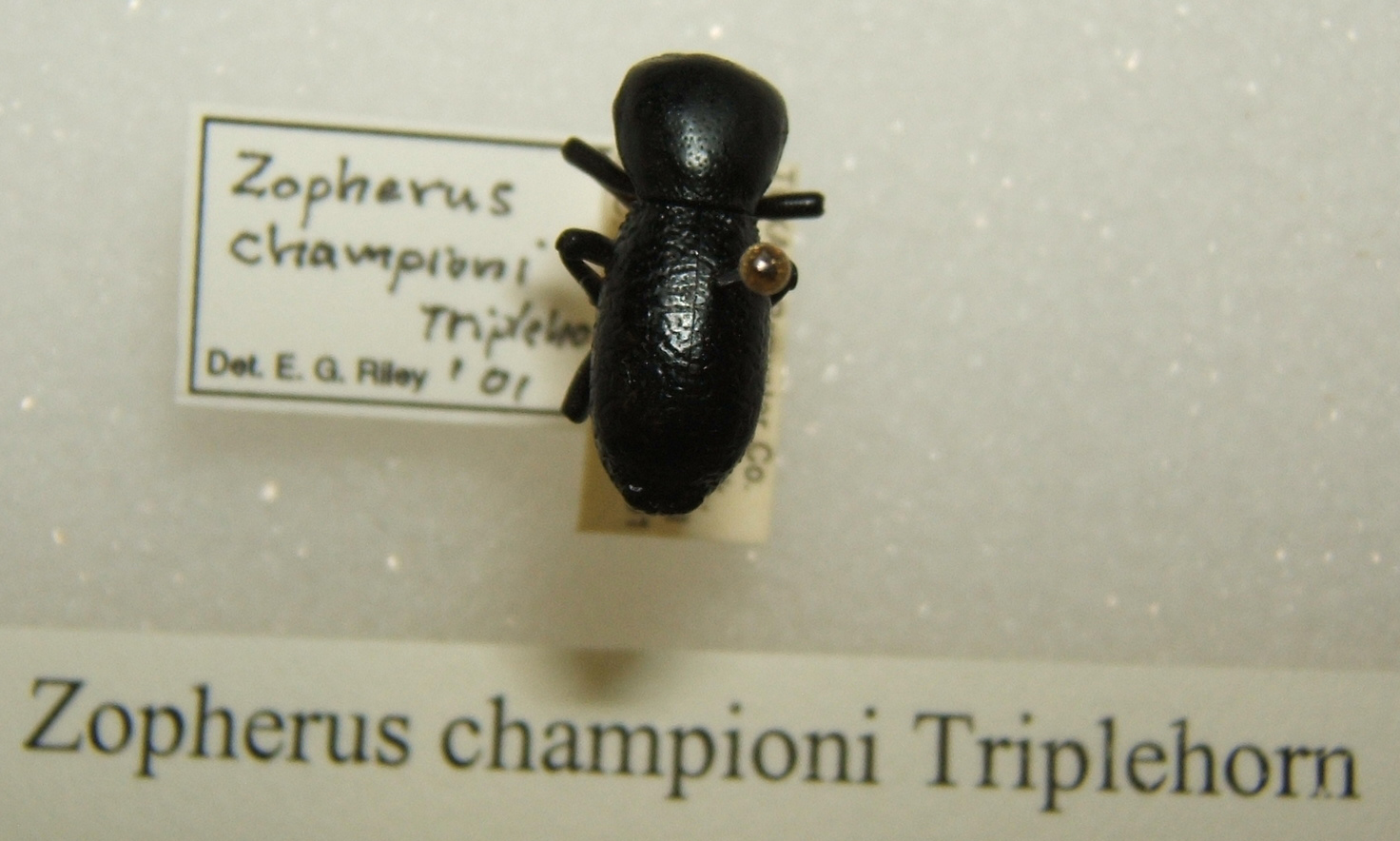